# U-86 (1941)
U-86 – niemiecki okręt podwodny typu VII B z okresu II wojny światowej. Okręt wszedł do służby w 1941.

## Historia
W czasie II wojny światowej odbył 7 patroli bojowych, spędzając na morzu 399 dni. Zatopił 3 statki o łącznej pojemności 9.614 BRT i uszkodził jeden (8.627 BRT). Zatopiony 29 listopada 1943 roku na północnym Atlantyku przez brytyjskie niszczyciele HMS „Tumult” i HMS „Rocket” na pozycji 40°52′00″N 18°54′00″W/40,866667 -18,900000. Zginęła cała załoga 50 oficerów i marynarzy.

## Przebieg służby
- 08.07.1941 – 31.08.1941 – 5. Flotylla U-bootów w Kilonii (szkolenie)
- 01.09.1941 – 30.11.1941 – 1. Flotylla U-Bootów „Weddigen” w Kilonii (szkolenie)
- 01.12.1941 – 29.11.1943 –  1. Flotylla U-Bootów „Weddigen” w Breście (okręt bojowy)
- 29.11.1943 – zatopiony

Dowódcy:

29.04.1941 – 07.08.1943 – Kapitanleutnant (kapitan marynarki) Walter Schug